# 瓦迪哈勒法尖角
瓦迪哈勒法尖角（阿拉伯语：‏وادي حلفا）位於埃及與蘇丹邊境的尼羅河兩岸，兩國均宣稱擁有主權，是一個具有領土爭議的地區。
瓦迪哈勒法尖角位於北緯22度以北，是一個9公里寬、25公里長，橫跨尼羅河兩岸的手指狀地區，公元1899年劃歸埃及管理，但由於此地區與蘇丹交通往來較為便利，故在公元1902年英國重劃埃蘇邊界時，與哈拉伊卜三角区一同改劃歸蘇丹。由於埃及主張兩國邊界為1899年的邊界，而蘇丹則主張1902年的邊界，所以兩國均宣稱擁有哈拉依卜三角區及瓦迪哈勒法尖角的主權。（類似情形者尚有比爾泰維勒地區，但埃蘇兩國均宣稱自己对比爾泰維勒無主權，而成為國際上罕见的無主土地。）
依據1953年的地圖，瓦迪哈勒法尖角地區原本有52個村落分布在尼羅河的兩岸，西元1964年亞斯文水壩落成之後，所有的村落以及超過八成以上的陸地都已淹沒至水面下，而成為納賽爾湖的一部份，剩下來大約30至40平方公里的陸地，也只是荒蕪的裸露岩石，幾乎無植被可言。所以相對於哈拉依卜三角區，這個地區的主權爭議較不受兩國所重視。